# Acacia boboensis
Acacia boboensis é uma espécie de leguminosa do gênero Acacia, pertencente à família Fabaceae.